# ساغیز (رود)
ساغیز (به قزاقی: Saghyz) یک رود در قزاقستان است که در پست‌بوم کاسپین واقع شده‌است.